# Newsholme (Lancashire)
Newsholme – wieś w Anglii, w hrabstwie Lancashire, w dystrykcie Ribble Valley. Leży 55 km na północ od miasta Manchester i 307 km na północny zachód od Londynu. W 2001 miejscowość liczyła 50 mieszkańców.